# Trioza atriplicina
Trioza atriplicina är en insektsart som beskrevs av Loginova 1964. Trioza atriplicina ingår i släktet Trioza och familjen spetsbladloppor. Inga underarter finns listade i Catalogue of Life.